# اورنج کانتی درامز اند پرکاشن
اورنج کانتی درامز اند پرکاشن (به انگلیسی: Orange County Drum and Percussion) (به اختصاراوسی‌دی‌پی (OCDP)) یک تولیدکننده آمریکایی درام سفارشی است که در شهرستان اورنج کالیفرنیا واقع شده‌است. این شرکت به عنوان یک فروشگاه درام خرده‌فروشی شروع به کار کرد و در نهایت در دهه ۱۹۹۰ ساخت طبل‌های سفارشی را برای چندین درامر با نفوذ به‌ویژه چاد سکستون از گروه ۳۱۱ و آدریان یانگ از گروه نو داوت که بعدها نیز مالک بخشی از شرکت شد، آغاز کرد. درام‌های سفارشی اوسی‌دی‌پی از پوسته‌های ساخته شده توسط شرکت‌های دیگر مانند کلر (Keller) و به‌کارگیری رنگ‌های عجیب و غریب استفاده می‌کردند.
از سال ۲۰۱۱، این شرکت متعلق به فروشگاه زنجیره‌ای گیتار سنتر است و مجموعه‌های آماده درام را به فروش می‌رساند.